# ۱٬۰۰۰٬۰۰۰٬۰۰۰ (عدد)
۱٬۰۰۰٬۰۰۰٬۰۰۰ یا یک میلیارد (به فرانسوی: Un milliard(در مقیاس کوچک) یا un mille million) یا یک بیلیون (به انگلیسی: one billion(در مقیاس کوچک) یا one thousand million یا milliard, yard (در مقیاس بزرگ)) با نماد حرف b یک عدد طبیعی است که بعد از ۹۹۹٬۹۹۹٬۹۹۹ و قبل از ۱٬۰۰۰٬۰۰۰٬۰۰۱ قرار دارد. این عدد در نماد علمی، اینگونه نوشته می‌شود: «۱۰۹».
در زبان فرانسه واژهٔ میلیارد (به فرانسوی: milliard) به کار می‌رود و این واژه همینگونه به فارسی نیز راه یافته‌است، در عوض در انگلیسی آمریکائی به این عدد بیلیون (به انگلیسی: billion) می‌گویند، در انگلیسی بریتانیایی قبل از رواج واژهٔ بیلیون به این عدد «هزار میلیون» یا (به انگلیسی: thousand million) گفته می‌شد. هر چند واژهٔ «بیلیون» دو تعریف غیر همسان دارد و ممکن است به عدد {\displaystyle 10^{9}} در «مقیاس کوچک» در کشورهای انگلیسی زبان یا {\displaystyle 10^{12}} در «مقیاس بزرگ» در سایر کشورهای لاتین زبان (مثل فرانسوی، اسپانیائی و پرتغالی) اشاره کند.

نمایش تصویری یک میلیارد

## گزیده‌ای از اعداد ده‌رقمی
| عدد           | توصیف                                                                |
| ۱٬۰۲۳٬۴۵۶٬۷۸۹ | کوچک‌ترین عدد pandigital در مبنای ده                                  |
| ۱٬۰۲۶٬۷۵۳٬۸۴۹ | کوچک‌ترین عدد pandigital مجذور شامل صفر                               |
| ۱٬۰۷۳٬۶۷۶٬۲۸۷ | پانزدهمین عدد Carol                                                  |
| ۱٬۰۷۳٬۷۴۱٬۸۲۴ | ۲۳۰                                                                  |
| ۱٬۰۷۳٬۸۰۷٬۳۵۹ | چهاردهمین عدد Kynea                                                  |
| ۱٬۱۲۹٬۷۶۰٬۴۱۵ | بیست و سومین عدد Motzkin                                             |
| ۱٬۱۳۴٬۹۰۳٬۱۷۰ | چهل و پنجمین عدد فیبوناچی                                            |
| ۱٬۱۶۲٬۲۶۱٬۴۶۷ | ۳۱۹                                                                  |
| ۱٬۲۲۰٬۷۰۳٬۱۲۵ | ۵۱۲                                                                  |
| ۱٬۲۳۴٬۵۶۷٬۸۹۰ | عددی pandigital که ارقامش به ترتیب باشند                             |
| ۱٬۳۱۱٬۷۳۸٬۱۲۱ | بیست و پنجمین عدد Pell                                               |
| ۱٬۳۸۲٬۹۵۸٬۵۴۵ | پانزدهمین عدد بل                                                     |
| ۱٬۴۰۶٬۸۱۸٬۷۵۹ | سیمین عدد Wedderburn-Etherington                                     |
| ۱٬۸۳۶٬۳۱۱٬۹۰۳ | چهل و ششمین عدد فیبوناچی                                             |
| ۱٬۹۷۷٬۳۲۶٬۷۴۳ | ۷۱۱                                                                  |
| ۲٬۱۴۷٬۴۸۳٬۶۴۷ | هشتمین عدد اول مارین مرسن و بزرگ‌ترین عدد صحیح علامت‌دار ۳۲ بیتی       |
| ۲٬۱۴۷٬۴۸۳٬۶۴۸ | ۲۳۱                                                                  |
| ۲٬۲۱۴٬۵۰۲٬۴۲۲ | ششمین عدد اول pseudoperfect                                          |
| ۲٬۳۵۷٬۹۴۷٬۶۹۱ | ۱۱۹                                                                  |
| ۲٬۹۷۱٬۲۱۵٬۰۷۳ | یازدهمین عدد اول فیبوناچی (چهل و هفتمین عدد فیبوناچی)                |
| ۳٬۱۶۶٬۸۱۵٬۹۶۲ | بیست و ششمین عدد Pell                                                |
| ۳٬۱۹۲٬۷۲۷٬۷۹۷ | بیست و چهارمین عدد Motzkin                                           |
| ۳٬۳۲۳٬۲۳۶٬۲۳۸ | سی و یکمین عدد Wedderburn-Etherington                                |
| ۳٬۴۸۶٬۷۸۴٬۴۰۱ | ۳۲۰                                                                  |
| ۴٬۲۹۴٬۸۳۶٬۲۲۳ | شانزدهمین عدد Carol                                                  |
| ۴٬۲۹۴٬۹۶۷٬۲۹۱ | بزرگ‌ترین عدد اول ۳۲ بیتی صحیح بدون علامت                             |
| ۴٬۲۹۴٬۹۶۷٬۲۹۵ | بزرگ‌ترین عدد ۳۲ بیتی صحیح بدون علامت (در مبنای شانزده: FFFFFFFF)     |
| ۴٬۲۹۴٬۹۶۷٬۲۹۶ | ۲۳۲                                                                  |
| ۴٬۲۹۴٬۹۶۷٬۲۹۷ | اولین عدد مرکب فرما                                                  |
| ۴٬۲۹۵٬۰۹۸٬۳۶۷ | پانزدهمین عدد Kynea                                                  |
| ۴٬۸۰۷٬۵۲۶٬۹۷۶ | چهل و هشتمین عدد فیبوناچی                                            |
| ۵٬۷۸۴٬۶۳۴٬۱۸۱ | سیزدهمین alternating factorial                                       |
| ۶٬۲۱۰٬۰۰۱٬۰۰۰ | تنها عدد self-descriptive در مبنای ده                                |
| ۶٬۲۲۷٬۰۲۰٬۸۰۰ | سیزده فاکتوریل                                                       |
| ۶٬۹۸۳٬۷۷۶٬۸۰۰ | پانزدهمین عدد colossally abundant                                    |
| ۷٬۶۴۵٬۳۷۰٬۰۴۵ | بیست و هفتمین عدد Pell                                               |
| ۷٬۷۷۸٬۷۴۲٬۰۴۹ | چهل و نهمین عدد فیبوناچی                                             |
| ۷٬۸۶۲٬۹۵۸٬۳۹۱ | سی و دومین عدد Wedderburn-Etherington                                |
| ۸٬۵۸۹٬۸۶۹٬۰۵۶ | ششمین عدد کامل                                                       |
| ۸٬۵۸۹٬۹۳۴٬۵۹۲ | ۲۳۳                                                                  |
| ۹٬۰۴۳٬۴۰۲٬۵۰۱ | بیست و پنجمین عدد Motzkin                                            |
| ۹٬۸۱۴٬۰۷۲٬۳۵۶ | بزرگ‌ترین عدد pandigital مجذور و بزرگ‌ترین عدد pandigital با توان خالص |
| ۹٬۸۷۶٬۵۴۳٬۲۱۰ | بزرگ‌ترین عدد pandigital با ارقام غیر تکراری                          |

فاصله‌هایی با اعداد ده رقمی:
- ۱۰۹ سانتی‌متر فاصله حدودی بین توکیو تا شیکاگو است.
- ۱۰۹ اینچ ۱۵٬۷۸۳ مایل است که بزرگتر از هر فاصله مستقیم در زمین است.
- ۱۰۹ متر (گیگامتر) حدود سه برابر فاصله زمین تا ماه است.
- ۱۰۹ کیلومتر (ترامتر) بیش از شش برابر فاصله زمین تا خورشید است.

| نماد علمی              | مقیاس کوچک        | مقیاس بزرگ    | پیشوند اس آی | نماد اس آی |
| ---------------------- | ----------------- | ------------- | ------------ | ---------- |
| ۱۰۰                    | یک                | یک            | یونی         | u          |
| ۱۰۱                    | ده                | ده            | دکا          | da         |
| ۱۰۲                    | یک‌صد              | یک‌صد          | هکتو         | h          |
| ۱۰۳                    | یک‌هزار            | یک‌هزار        | کیلو         | k          |
| ۱۰۴                    | ده هزار           | ده هزار       |              |            |
| ۱۰۵                    | یکصد هزار         | یکصد هزار     |              |            |
| ۱۰۶                    | میلیون            | میلیون        | مگا          | M          |
| ۱۰۹                    | بیلیون            | میلیارد       | گیگا         | G          |
| ۱۰۱۲                   | تریلیون           | بیلیون        | ترا          | T          |
| ۱۰۱۵                   | کوآدریلیون        | بیلیارد       | پتا          | P          |
| ۱۰۱۸                   | کوینتیلیون        | تریلیون       | اگزا         | E          |
| ۱۰۲۱                   | سکستیلیون         | تریلیارد      | زِتا          | Z          |
| ۱۰۲۴                   | سپتیلیون          | کوآدریلیون    | یوتا         | Y          |
| ۱۰۲۷                   | اکتیلیون          | کادریلیارد    | اگزونا       | X          |
| ۱۰۳۰                   | نانیلیون          | کوینتیلیون    | وکا          | V          |
| ۱۰۳۳                   | دسیلیون           | کوانتیلیارد   | مکا          | Me         |
| ۱۰۳۶                   | آندسیلیون         | سکستیلیون     |              |            |
| ۱۰۳۹                   | دیودسیلیون        | سکستیلیارد    |              |            |
| ۱۰۴۲                   | تریدسیلیون        | سپتیلیون      |              |            |
| ۱۰۴۵                   | کواتیوردسیلیون    | سپتیلیارد     |              |            |
| ۱۰۴۸                   | کویندسیلیون       | اکتیلیون      |              |            |
| ۱۰۵۱                   | سکسدسیلیون        | اکتیلیارد     |              |            |
| ۱۰۵۴                   | سپتدسیلیون        | نانیلیون      |              |            |
| ۱۰۵۷                   | اُکتودسیلیون       | نانیلیارد     |              |            |
| ۱۰۶۰                   | نومدسیلیون        | دسیلیون       |              |            |
| ۱۰۶۳                   | ویجینتیلیون       | دسیلیارد      |              |            |
| ۱۰۶۶                   | آنویجینتیلیون     | آندسیلیون     |              |            |
| ۱۰۶۹                   | دویجینتیلیون      | آندسیلیارد    |              |            |
| ۱۰۷۲                   | ترسویجینتیلیون    | دودسیلیون     |              |            |
| ۱۰۷۵                   | کوادرویجینتیلیون  | دودسیلیارد    |              |            |
| ۱۰۷۸                   | کوینکاویجینتیلیون | تریدسیلیون    |              |            |
| ۱۰۸۱                   | سیسویجینتیلیون    | تریدسیلیارد   |              |            |
| ۱۰۸۴                   | سپتمویجینتیلیون   | کوادردسیلیون  |              |            |
| ۱۰۸۷                   | آکتوویجینتیلیون   | کوادردسیلیارد |              |            |
| ۱۰۹۰                   | نومویجینتیلیون    | کویندسیلیون   |              |            |
| ۱۰۹۳                   | تریویجینتیلیون    | کویندسیلیارد  |              |            |
| ۱۰۹۶                   | آنتریویجینتیلیون  | سیدسیلیون     |              |            |
| ۱۰۹۹                   | دوتریویجینتیلیون  | سیدسیلیارد    |              |            |
| ۱۰۱۰۰                  | گوگول             | گوگول         |              |            |
| ۱۰googol = ۱۰۱۰۱۰۰     | گوگول پلکس        | گوگول پلکس    |              |            |
| ۱۰googolplex = ۱۰۱۰۱۰۰ | گوگول پلکسیان     | گوگول پلکسیان |              |            |